# Národní divadlo Košice

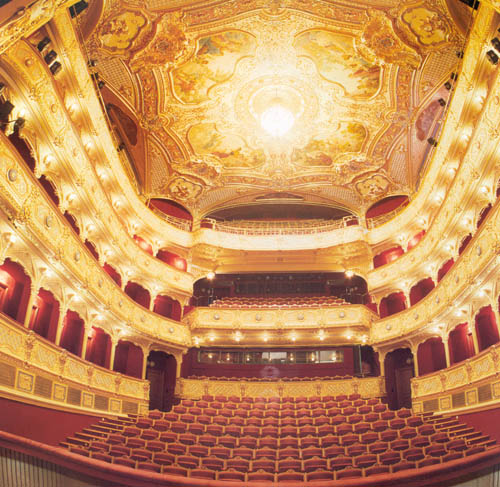
Pohled do hlediště divadelního sálu

Národní divadlo Košice (slovensky Národné divadlo Košice) je klasické divadlo, které má tři soubory – činoherní, operní a baletní. Operní soubor má v repertoáru operu i operetu.
Divadlo sídlí na Hlavní ulici čp. 58 v Košicích. Má dvě scény. Hlavní scéna je v novobarokní budově z roku 1899 a Malá scéna se nachází v nedaleké secesní budově.

## Historie
Košické divadlo vzniklo na místě někdejší středověké radnice, která se od 16. století nevyužívala, ale v roce 1756 v ní zřídili kavárnu, což bylo v té době něco nového a kavárna se stala společenským centrem.
První budova Košického divadla byla uvedena do provozu v roce 1788, ačkoli celá stavba byla dokončena až o dva roky později. Jako první v ní bylo pravděpodobně uvedeno představení opery Únos ze serailu od Wofganga Amadea Mozarta (bylo uvedeno v taneční sále reduty, neboť divadelní sál byla otevřen až v roce 1790). V divadle se hrávalo nejprve jen německy, pak od roku 1816 střídavě maďarsky i německy. Kromě divadla byla v budově znovuotevřena kavárna a místo si v ní našla i reduta. Divadelní sál měl kapacitu 500 diváků. Budova byla postavena v klasicistním slohu podle projektu Štefana Brockého a Jozefa Jána Tallera. Tím dostaly Košice svůj první stálý divadelní stánek (předtím se divadelní představení hrála hlavně na půdě jezuitské univerzity a také do města občas zavítaly kočovné divadelní společnosti). V roce 1828 bylo v budově otevřené kasino (což bylo místo, kde se setkávala uzavřená společnost a hrály se i společenské hry). V roce 1894 byla budova z bezpečnostních důvodů uzavřena.
Současná budova divadla byla slavnostně otevřena 28. září 1899. Postavena je podle plánů kvalitního architekta Adolfa Lánga v eklektickém, novobarokním slohu na místě starší budovy divadla z roku 1788. Původně se v budově hrálo v maďarském jazyce.
V roce 1920 vzniklo Slovenské národní divadlo v Bratislavě, které paradoxně zahájilo svou činnost právě v Košicích Rázusovou hrou Hana. Důvodem bylo, že budovu v Bratislavě měl v té době pronajatou maďarský soubor. V následujícím období jezdilo Slovenské národní divadlo pravidelně hostovat do Košic. V roce 1924 vzniklo Východoslovenské národní divadlo jako stálý košický divadelní soubor. V repertoáru měla operety, činohru a občas také opery. V roce 1929 divadlo zaniklo kvůli hospodářským potížím. Znovuotevřeno bylo v roce 1937 jako samostatná filiálka bratislavského národního divadla. Když v roce 1938 Košice připadly Maďarsku, přišly Košice o svůj divadelní soubor. Během války hostovaly v Košicích společnosti z různých maďarských měst.
V roce 1945 bylo obnoveno Východoslovenské národní divadlo, jehož prvním ředitelem se stal Janko Borodáč. Kromě činohry se začala budovat i opera, opereta a balet. První hudební premiéra byla opereta Polská krev od Oskara Nedbala, první operní premiéra byla Verdiho La traviata. V sezóně 1947–1948 se začal hrát i celovečerní balet.
Od sezóny 1946–1947 neslo divadlo název Národné divadlo v Košiciach a v roce 1955 bylo přejmenováno na Štátne divadlo (Státní divadlo). V 90. letech prošlo divadlo rozsáhlou rekonstrukcí, která citlivě zachovala jeho původní ráz. Během druhé Mečiarovy vlády (1994–1998) se uskutečnil pokus sloučit košické divadlo s prešovským. Takto se divadlo pod názvem Divadlo Janka Borodáče stalo součástí Východoslovenského divadla. V roce 1998 získalo divadlo opět samostatnost a vrátilo se k názvu Štátne divadlo Košice. Od 1. května 2023 se název divadla změnil na Národné divadlo Košice.